# Richard Jebb

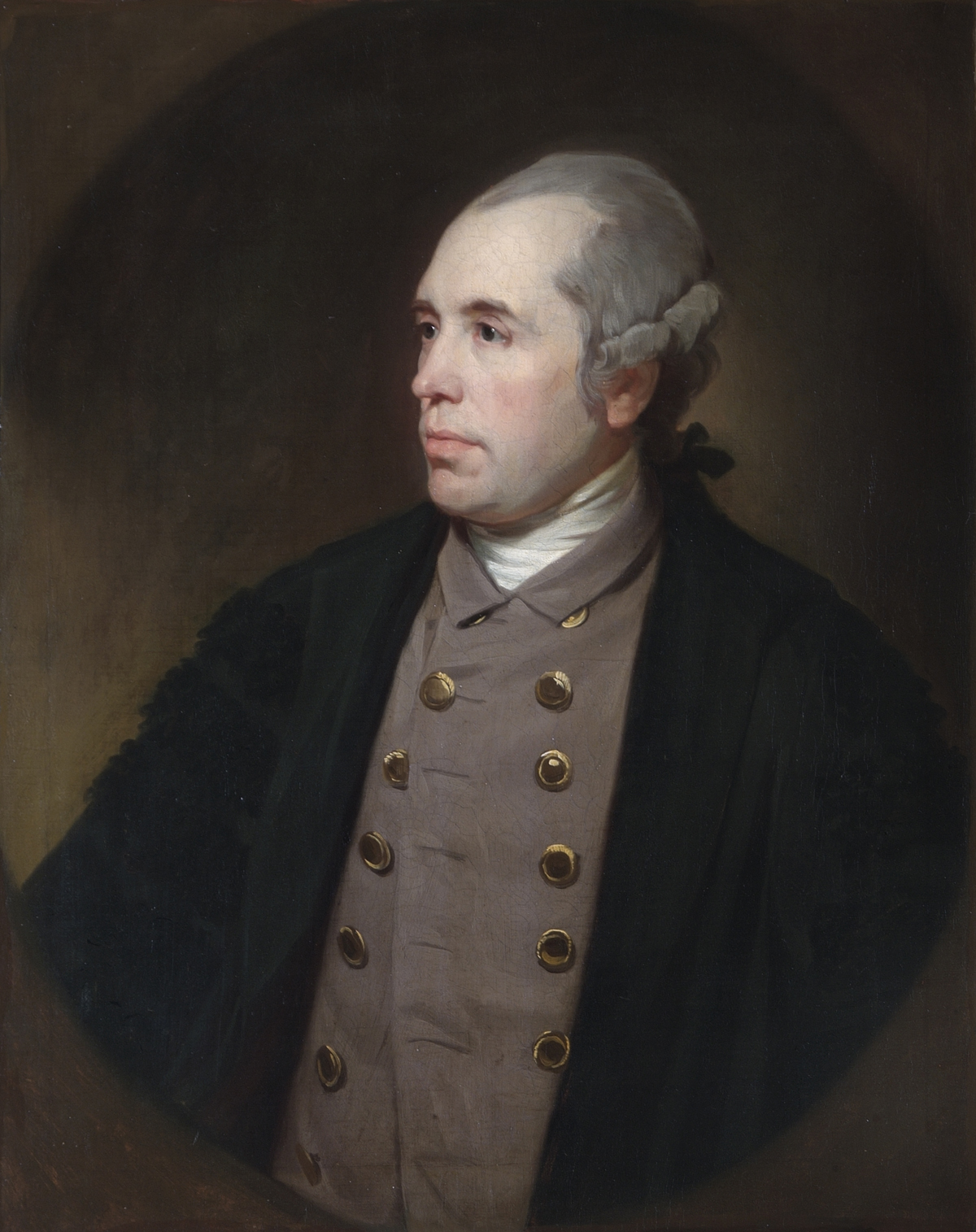
Richard Jebb

Sir Richard Jebb (* 1729; † 4. Juli 1787) war ein britischer Mediziner.

## Leben
Richard Jebb war ein Sohn des Arztes Samuel Jebb. Er studierte Medizin und promovierte 1751 in Aberdeen; 1755 erhielt er sein Lizentiat des College of Physicians. In den Jahren 1754 bis 1762 war er als Arzt am Westminster Hospital angestellt, danach wurde er Arzt am St. George’s Hospital. Diese Stellung hatte er bis 1768 inne, um sich danach vor allem seiner umfangreichen Privatpraxis zu widmen. 1771 wurde er Mitglied des College of Physicians, wo er 1774 die Harveian Oration hielt. 1778 wurde er Baronet, 1780 wurde er Leibarzt des Prince of Wales. Kurzfristig war er ab 1786 auch königlicher Leibarzt, wurde jedoch bald durch Sir George Baker ersetzt.